# Gare de Rochefort (Belgique)
Pour les articles homonymes, voir Gare de Rochefort.
La gare de Rochefort est une ancienne gare ferroviaire belge de la ligne 150, de Jemelle à Houyet, située à Rochefort dans la commune du même nom, en Région wallonne, dans la province de Namur.
Elle est désormais fermée au trafic des voyageurs et le bâtiment a été reconverti en local associatif.

## Situation ferroviaire
La gare de Rochefort était située au point kilométrique 3,80 de la ligne 150, de Jemelle à Houyet entre la halte d’Éprave et la gare de Jemelle.

## Histoire
La gare de Rochefort est mise en service le 15 septembre 1880, lors de l'inauguration de la portion sud de la ligne 150, de Jemelle à Rochefort. La ligne est ensuite prolongée par étapes de Rochefort à Houyet de 1886 à 1894. Rochefort étant perchée sur une colline, un court tunnel passe sous le centre-ville pour desservir la gare. Elle dispose d’un bâtiment principal, plus important que les autres de la ligne, avec deux voies à quai implantées sur un remblai. Des voies en impasse mènent à la cour et la halle aux marchandises implantée à gauche des voies.
En 1904 la gare devient également le terminus de la ligne de tramway vicinal 521/1 Wellin - Rochefort.
Après la Seconde Guerre mondiale, la ligne 150 subit le déclin des lignes secondaires. Le trafic des trains de voyageurs est définitivement arrêté en 1959, ainsi que le tramway. Des trains de marchandises continuèrent à desservir la ligne jusqu'en 1978.

## Patrimoine ferroviaire
Le Bâtiment des recettes correspond au plan type 1873 des Chemins de fer de l'Etat belge au même titre que les autres gares de la ligne 150 et de l'Athus-Meuse bâties avant 1895. L'importance de la gare de Rochefort a motivé la construction d'un bâtiment pourvu d'une aile plus vaste pour l'accueil des voyageurs, avec six travées au total, et les briques de la façade sont recouvertes d'enduit avec des pilastres d'angles en pierre de taille se prolongeant sous la corniche des murs-pignons. La halle aux marchandises, disposée à gauche, la maison de garde-barrière à droite et la couverture métallique du quai opposé ont depuis disparu.
Après le démontage des voies, qui a eu lieu en 1985, un RAVeL est installé sur la ligne 150 entre Jemelle et Houyet, sauf le tunnel sous la ville qui est devenu une route permettant d’éviter la traversée du centre de Rochefort. Le bâtiment principal est transformé en habitation et local associatif. Elle a accueilli pendant quelques années les locaux de la chaîne régionale Vidéoscope.